# Venus Tanjō
Albums de Yukiko Okada
Jūgatsu no Ningyo
(18 septembre 1985)
Compilations par Yukiko Okada
Okurimono II
(5 décembre 1985) Memorial Box
(17 mars 1999)
Singles
1. Kuchibiru Network
Sortie : 29 janvier 1986

Venus Tanjō (ヴィーナス誕生, trad. : « La naissance de Venus ») est le quatrième et ultime album de la chanteuse pop japonaise Yukiko Okada, sorti de son vivant, en mars 1986.

## Développement
L'opus sort le 21 mars 1986 sous le label Canyon (plus tard renommé Pony Canyon) en plusieurs formats (vinyle, cassette audio et CD), cinq mois après l'album régulier Jūgatsu no Ningyo et trois mois après la deuxième compilation Okurimono II. L'album atteint la 5e place du classement hebdomadaire des ventes de l'Oricon et pour un total de 63 000 exemplaires vendus durant cette première vente.
Il contient au total dix chansons dont une intitulée Kuchibiru Network sortie en single deux mois auparavant, écrite par une autre idole Seiko Matsuda (aussi surnommée "Seiko") et composée par Ryuichi Sakamoto.
Il s'agit du dernier disque de Yukiko Okada sorti avant son décès annoncé deux semaines plus tard, le 8 avril. Plus aucun disque ne sera publié en son nom jusqu'à la sortie d'un coffret Memorial Box treize ans plus tard dans lequel figurent un exemplaire de cet album, un autre des deux premières compilations de la chanteuse et celui du single Hana no Image dont la sortie prévue pour mai 1986 a été finalement annulée après cet événement.

## Catalogue
- Vinyle : Canyon C28A0480
- CD : Canyon D32A0169
- Cassette audio : Canyon 28P6516

## Liste des titres
| LP    | LP                                             | LP                                   | LP    | LP | LP | LP | LP | LP | LP |
| No    | Titre                                          | Paroles / Musique                    | Durée |    |    |    |    |    |    |
| ----- | ---------------------------------------------- | ------------------------------------ | ----- | -- | -- | -- | -- | -- | -- |
| 1.    | WONDER TRIP LOVER                              | EPO / Ryuichi Sakamoto               | 5:09  |    |    |    |    |    |    |
| 2.    | Ai... illusion (愛... illusion)                | Seiko Matsuda / Hisawa Hiroshimoto   | 3:25  |    |    |    |    |    |    |
| 3.    | Venus Tanjō (ヴィーナス誕生)                   | Yuka Maekawa / Shinji Kinoshita      | 4:41  |    |    |    |    |    |    |
| 4.    | Spring Accident                                | EPO / Takeo Ōnuki                    | 4:15  |    |    |    |    |    |    |
| 5.    | Ginga no Vacances (銀河のバカンス)             | Osamu Takahashi / Kazumasa Mitsui    | 4:34  |    |    |    |    |    |    |
| 6.    | Jupiter (ジュピター)                           | Tetsuro Kashibuchi                   | 4:11  |    |    |    |    |    |    |
| 7.    | Kuchibiru Network (くちびるNetwork)            | Seiko Matsuda / Ryuichi Sakamoto     | 3:52  |    |    |    |    |    |    |
| 8.    | Nemurenu Yoru no AQUARIUS (眠れぬ夜のAQUARIUS) | Keiko Asō / Ryuichi Sakamoto         | 4:55  |    |    |    |    |    |    |
| 9.    | Suishō no Ie (水晶の家)                        | Osamu Takahashi / Tetsuro Kashibuchi | 4:10  |    |    |    |    |    |    |
| 10.   | Ai no Colony (愛のコロニー)                    | Tetsuro Kashibuchi                   | 3:43  |    |    |    |    |    |    |
| 42:55 |                                                |                                      |       |    |    |    |    |    |    |